# ウィクス
古代ローマにおいて ウィクス（vicus） (複数形ウィキ（vici）)は近隣を意味していた。  共和政ローマ時代にローマ市の4つの regiones（地区）が ウィキへと分割された。前1世紀、アウグストゥスは行政整備を目的として、それらを更に14の地区へと再編し、ウィキの数は265となった。 それぞれのウィクスは独自の役人達からなる会議を持ち、ウィクス内の問題を監督していた。これらの行政管理機構は少なくとも4世紀中頃まで記録に残っている。
ラテン語で ウィクス（vicus）は、ローマ帝国内にあるローマの属州の町の最小行政単位にも適用され、近隣の正式なローマ人の居留地（通常は軍隊や国家管理の鉱業地）に近い属州市民の居住地にも適用された。

## ローマ市におけるウィクス
各 ウィクスは4人の地区政務官を選出した(ウィクス政務官（vicomagistri）)。彼はウィクスの人々から抽選で選抜された地方警察隊を指揮した。 しばしウィクス政務官（vicomagistri）の役人が二人のリクトルを従えて祝祭（最重要なのはコンピタリア）を特徴づけた。

## 定住地としてのウィクス
これらのウィキ（vici）は計画都市（キウィタス）とは異なっていて、古代ローマにおける植民地における地域の経済・行政上の公的な中心地であり、ウィクスは、退役兵の定住地や公式の政治的集団が既存の定住地から作り上げた自治都市だった。. 未計画で基本的にいかなる公共の行政建築物も持たないウィキは他の定住地と異なり、特別な法的地位を持たず、しばしばローマの軍隊から利益を得るために開発された。とんどの軍団駐屯地とともにあってウィクスは軍隊のために娯楽を提供したが、多くは十分に産業化されており、特に金属とガラス業は発展していた。いくつかのウィキは軍隊の場所とは直接の関係はないようだった (例:ウィクス・マルティス・トゥデルティウム).
一般的にウィキはカナバエ（軍団周辺にできる一般人の居留地）とは異なっていた。カナバエが主要軍団要塞（例:エボラクム（現ヨークシャー）、ウィンドボナ（現ウィーン）、ドゥロストルム（現シリストラ）などの域外居留地であるのに対して、ウィキは補助的な単位の域外居留地だった。
当初は一時的な存在であり、多くのウィキは移動単位に従う一時的な場所だった。ひとたび永続的な駐屯地が建設されるとそれらは大きな町へと成長した。しばしば多数の公式のキウィタスと植民市は居住には不十分であるが、人々は町に住むことを望んだので、そうした場合にウィキは近隣には他に存在しないの既存の公認された町であることもあり、幅広い居住者を魅了したわけである。Vercovicium (ハウスステッド（ハドリアヌス長城にある砦）)などでは、要塞ごとに居留地が成長し、特に3世紀にひとたび兵士の婚姻が許可されるようになるとウィクスが多数発展した。
初期の ウィキは市民の行政府を持たずローマ軍団司令官の直轄だった。ローマ市民の多くを魅了したこれらの居留地は、後々地方議会を形成することなどを認可された。これらのウィクスには、エボラクム（現ヨーク)などがあり、これらのウィクスは地域の中心地や属州の州都へと成長していったものもある。

## 現代における元ウィクス
ラテン語において語頭の'u'の発音は古英語ではwic, wick, wich或いはwychと発音された。これはもっとも広範囲に起こった置換要素のひとつとなった。例えば以下のものがある。
ウィック（ハンプシャー）、ハックニー・ウィック、 ガトウィック、 エクスウィック、ウィッカム、 オールドウィッチ, ダリッジ、イプスウィッチ、ノリッジ、および古ノルド語の北方JorvikからEoforwicを経由してヨークとなったものがある。ブリソン諸語においては、 同系の単語にコーニッシュ（コーンウォール語）のgwig や、ウェールズ語のgwig、ブルトン語のguicがある。これら全て現在の意味は『村』を意味する。大陸側の言語では、古高地ドイツ語のwihが村を意味していて、現代ドイツ語のWeichbildは "自治区域"を、オランダ語のwijkは"地区、地域"を、古フリジア語ではwik、古サクソン語では wicが「村」を意味している。